# 시마 모토히로
시마 모토히로(일본어: 嶋 基宏, 1984년 12월 13일 ~ )는 일본의 프로 야구 선수이며, 현재 센트럴 리그인 도쿄 야쿠르트 스왈로스의 소속 선수(포수)겸 코치보좌관이다.

## 인물

### 프로 입단 전
기후현 가이즈시 출신으로 초등학교 1학년 때부터 소년 야구팀에 소속돼 투수로서 야구를 시작했다. 중학교 시절에는 야구부에 소속하면서 2학년 때인 제20회 전국 중학교 연식 야구 대회에 출전했고 3학년 때에는 주장을 맡았다. 어렸을 때부터 주니치 드래건스의 팬이었고 초등학교 때부터 성적이 우수했을 뿐만 아니라 운동 신경도 뛰어났다.
주쿄 대학부속 주쿄 고등학교 시절에는 1학년 가을부터 벤치에 들어가 상급생이 은퇴하여 후임 주장으로 발탁돼 추계 도카이 대회에서 우승을 이끌었다. 메이지 진구 대회에서는 4강에 진출했고 3학년 때인 제74회 춘계 선발 고등학교 야구 대회에 2루수로서 출전했다. 1차전에서는 니시무라 겐타로, 시라하마 유타 등이 소속된 고료 고등학교와 상대하여 첫 경기에서는 패했고 여름에는 아이치 대회 결승전에서 도호 고등학교에게 패하여 준우승에 그쳤다. 야구부 동기로는 후카마치 료스케가 있다.
주쿄 고등학교의 오후지 도시유키 감독이 도토 대학 야구 연맹에 소속된 고쿠가쿠인 대학 경식 야구부의 다케다 도시아키 감독에게 추천했고 시마 본인도 “야구 뿐만 아니라 교사가 되고 싶었다”라는 이유로 고쿠가쿠인 대학에 진학했다. 강한 어깨를 장점으로 포수로 포지션을 변환해 1학년 봄부터 벤치에 들어갔다. 2학년 때 춘계 리그전 이후 주전 포수가 되었고 3학년 때는 춘계 리그전에서 수위타자를 획득해 가을부터는 주장이 되었다. 4학년 봄에는 2부 리그에서 우승을 차지하여 MVP에 선정되었고 1993년 봄 이래가 되는 1부 승격에 기여했다.
가을에 열린 1부 리그전에서는 3경기째에 왼쪽 발목 부상을 당했지만 “후배를 위해서라도 절대로 강등될 수는 없다”라고 말하는 등 진통제를 마시지 않고 테이핑만으로 출전했다. 팀은 우승 경쟁을 펼치면서 최종적으로는 3위가 되었고 자신도 베스트 나인(포수 부문)에 선정되었다. 대학 1년 후배는 프로팀에서 동료가 되는 히지리사와 료가 있다.
2006년 대학생 사회인 드래프트에서 도호쿠 라쿠텐 골든이글스로부터 3순위 지명을 받고 입단, 노무라 가쓰야 감독이 길흉을 따지고 있는 ‘더해서 10이 되는 숫자’라는 의미인 등번호를 37번으로 정했다. 입단 기자 회견에서는 “19번(노무라 감독의 현역 시절 등번호)을 갖고 싶었다”라고 농담 섞인 발언을 했고 그 자리에서 노무라 감독으로부터 “좋은 포수가 된다면 19번을 양보한다”라고 약속받았다.

### 프로 입단 후

#### 2007년
2월 26일 지바 롯데 마린스와의 연습 경기에서 배터리를 짠 다나카 마사히로가 선두 타자인 니시오카 쓰요시를 몰아넣어 “짧은 바운드가 좋다”라고 포크볼을 요구하는 듯 하다가 빠른 공 승부를 하는 “속삭임 전술”을 보였다. 니시오카는 “너 시끄러워!”라고 고함쳤지만 후속 타자도 같은 전술로 삼자 범퇴로 잡아 그것을 전해들은 노무라 감독으로부터 “거기서 입 다물면 안 된다. 니시오카가 화를내는 것은 너를 의식하고 있다는 것이다. 심리적으로 흔드는 것도 전술”이라고 조언받았다. 정규 시즌에 들어가면서 팀내의 신인으로서는 유일하게 개막전부터 1군에 등록돼 125경기에 출전, 도루 저지율에서는 리그 2위를 기록하였고 올스타전에도 팬 투표를 통해 출전했다. 타격에서는 시즌 통해 타율 2할대 미만이었지만 리그 8위에 해당되는 20개의 희생타를 기록했다.
시즌 종료 후인 11월 28일에는 선수회가 주최하는 골프 대회에 선수를 비롯한 구단 스태프와 직원 등 84명이 참가한 가운데 그로스 106이면서 핸디를 살려 우승, 상금 50만 엔을 획득했다.

#### 2008년
후지이 아키히토나 이노 스구루 등의 활약에 의해 출전 기회가 감소되었고 여름에는 리드면에서 부진을 겪게돼 결국 2군에 내려가는 경험을 했다. 타격은 작년 타석의 3분의 2 미만의 타석수를 기록하면서도 타율 2할 3푼으로 2할 대를 넘었다. 삼진의 비율은 줄어들었고 볼넷의 비율이 늘어나면서 출루율과 장타율도 상승했다. 시즌 종료 후인 12월 4일, 계약 갱신과 관련한 기자 회견에서 대학 시절의 동창이었던 여성과의 결혼을 발표했다.

#### 2009년
시즌 초반부터 출전 기회가 많아지자 후지이가 부상으로 전력에서 이탈한 이후에는 이와쿠마 히사시와도 배터리를 짜게 되었다. 그러나 노무라 감독으로부터 각 투수에 맞춘 볼배합이 되어 있지 않았다는 지적을 받아 시즌 종반에는 나카타니 진이 대부분 기용되면서 주전 포수를 차지하는 데에는 이르지 않았다.

#### 2010년
개막 이후부터 타격 호조를 이루는 등 5월 29일 히로시마 도요 카프전에서는 연장 10회말 1사 만루 상황에서 나가카와 가쓰히로로부터 자신의 첫 끝내기 안타를 기록했다. 또 올스타전에서는 선수간 투표로 선정되었다. 시즌 대부분이 3할 대 이상의 타율을 지키면서 자신으로서는 처음이자 라쿠텐의 포수로서는 처음으로 규정 타석을 채워 퍼시픽 리그의 포수로서는 2005년의 조지마 겐지 이래 3할 대가 되는 타율 3할 1푼 5리를 기록했다. 또, 라쿠텐 구단 역사상 최초가 되는 골든 글러브상을 수상했고 동시에 베스트 나인에도 선정되었다.
시즌 종료 후 라쿠텐의 선수회장으로 발탁되었는데 이것이 라쿠텐의 토박이 선수로서는 처음이다.

#### 2011년
4월 2일, 그 해에 발생했던 동일본 대지진의 부흥 지원을 위한 자선 경기를 앞두고 ‘보여줍시다, 야구의 저력을’(見せましょう、野球の底力を)이라는 발언이 주목을 끌었다.
정규 시즌에서는 후지이가 FA로 한신 타이거스에 이적했기 때문에 프로 5년차에는 처음으로 개막전 선발로서 포수 마스크를 착용했고 경기에서는 나루세 요시히사로부터 3점 홈런을 때려내는 등 팀 승리에 기여했다. 그러나 작년에 보였던 쾌조의 타격감이 없어 이시미네 다다시가 두 번째 포수로서 등장한 영향도 있어 규정 타석에는 채우지 못했고 타율은 2할 2푼 3리, 실책은 퍼시픽 리그의 포수로서는 최다인 11차례 실책이라는 최악의 성적을 남겼다. 한편, 시마와 배터리를 짰을 때 다나카 마사히로의 성적은 18승 2패, 0.998의 평균 자책점이라는 높은 수준의 성적을 남기면서 다나카와 함께 최우수 배터리상을 수상했다.

#### 2012년
시즌 개막 이후부터는 부동의 주전 포수로서 계속 기용되었고 5월 12일에 경기가 종료된 시점에서 타율 3할 1푼 9리의 호조를 보였지만 13일의 오릭스 버펄로스전에서 가와바타 다카요시의 파울 타구를 오른손에 맞는 부상을 당해 교체되었다. 이후 23일 주니치 드래건스전까지 부상을 무릅쓰고 출전을 강행했지만 24일 센다이 시내의 병원에서 전치 1개월의 큰 부상이라는 진단을 받아 같은 날에 등록이 말소가 되었다. 7월 6일에는 1군에 복귀했지만 복귀 이후에는 전력에서 이탈하던 와중에 신인이던 오카지마 다케로와 병용되면서 기용되었다.
올스타전에서는 3년 연속으로 출전하였고 특히 제3차전에서는 선발로 출전해 미우라 다이스케로부터 우전 안타를 때려내는 활약을 보였다. 시즌 91경기 출전은 2008년에 이어 가장 적었지만 타율은 2할 9푼 1리를 기록하면서 작년 시즌의 부진에서 벗어날 정도의 성적을 남겼다. 수비율은 개인 최고 성적이자 리그 2위에 해당되는 9할 9푼 7리를 기록하는 한편, 도루 저지율은 1할 8푼 2리를 남기면서 2할 대 밑으로 떨어졌다.
시즌 종료 후인 12월 6일에는 아라이 다카히로의 뒤를 이어 퍼시픽 리그 토박이 선수로서는 처음으로 노동조합 일본 프로 야구 선수회의 제8대 회장으로 발탁, 역대 최연소인 27세 나이에 부임했다.

## 에피소드
- 취미는 독서이며 특기인 서예는 6단의 솜씨를 갖고 있다. 좋아하는 음식은 고기가 듬뿍들어간 니쿠자가이다.
- 좌우명은 ‘애정’, ‘진심’이며 말버릇은 “결정타가 부족하다”이다.
- 존경하는 야구 선수는 다니시게 모토노부이며, 다니시게가 자택에서 가까운 고쿠가쿠인 대학의 그라운드를 매년 개인훈련장으로 사용하고 있어 학창시절 때부터 그 모습에 매료되었다고 한다. 실전에서도 다니시게로부터 직접 받은 글러브를 사용하고 있다.
- 중학교 시절에는 야구부 주장을 맡은 것 외에도 학생회 집행부, 체육대회의 응원단장을 맡았고 학업 성적에도 9개 과목에서의 높은 성적을 유지하고 있을 정도의 우등생이었다.[2]

## 상세 정보

### 출신 학교
- 주쿄 대학부속 주쿄 고등학교
- 고쿠가쿠인 대학

### 선수 경력
- 도호쿠 라쿠텐 골든이글스(2007년 ~ 2019년)
- 도쿄 야쿠르트 스왈로스(2020년 ~ )

### 지도자 경력
- 도쿄 야쿠르트 스왈로스 코치보좌관(2022년 ~ )

### 수상·타이틀 경력
- 베스트 나인 : 2회(2010년 = 포수,2013년 = 포수)
- 골든 글러브상 : 2회(2010년,2013년)
- 최우수 배터리상 : 2회(2011년,2013년)[3]
- ‘조지아혼’상 선정 위원 특별상 : 1회(2011년)
- ‘조지아혼’상 : 1회(2011년도 제1회)

### 개인 기록

#### 첫 기록
- 첫 출장 : 2007년 3월 28일, 대 후쿠오카 소프트뱅크 호크스 2차전(후쿠오카 Yahoo! JAPAN 돔), 6회말에 포수로서 출장
- 첫 타석·첫 안타 : 상동, 8회초에 스기우치 도시야로부터 투수 내야 안타
- 첫 선발 출장 : 2007년 4월 1일, 대 오릭스 버펄로스 2차전(풀캐스트 스타디움 미야기), 9번·포수로서 선발 출장
- 첫 도루 : 2007년 4월 20일, 대 지바 롯데 마린스 3차전(풀캐스트 스타디움 미야기), 7회말에 2루 안착(투수 : 후지타 소이치, 포수 : 사토자키 도모야)
- 첫 타점 : 2007년 4월 24일, 대 오릭스 버펄로스 3차전(스카이마크 스타디움), 4회초에 댄 세라피니로부터 중전 적시타
- 첫 홈런 : 2007년 4월 29일, 대 홋카이도 닛폰햄 파이터스 8차전(풀캐스트 스타디움 미야기), 7회말에 야기 도모야로부터 좌월 솔로 홈런

#### 통산 기록
- 통산 1000경기 출장: 2015년 8월 9일、대 홋카이도 닛폰햄 파이터스 21차전（삿포로 돔）、포수 겸 7번타자로 선발출장 ※역대 472번째

#### 기타
- 올스타전 출장 : 4회(2007년, 2010년 - 2015년, 2017년)

### 등번호
- 37(2007년 ~ 2019년)
- 45(2020년 ~ )

### 연도별 타격 성적
| 연 도      | 소 속      | 경 기 | 타 석 | 타 수 | 득 점 | 안 타 | 2 루 타 | 3 루 타 | 홈 런 | 루 타 | 타 점 | 도 루 | 도 루 자 | 희 생 번 | 희 생 플 | 볼 넷 | 고 4 | 사 구 | 삼 진 | 병 살 타 | 타 율 | 출 루 율 | 장 타 율 | O P S |
| ---------- | ---------- | ----- | ----- | ----- | ----- | ----- | ------- | ------- | ----- | ----- | ----- | ----- | -------- | -------- | -------- | ----- | ---- | ----- | ----- | -------- | ----- | -------- | -------- | ----- |
| 2007년     | 라쿠텐     | 125   | 354   | 312   | 33    | 57    | 6       | 0       | 2     | 69    | 16    | 3     | 2        | 20       | 1        | 20    | 0    | 1     | 74    | 6        | .183  | .234     | .221     | .455  |
| 2008년     | 라쿠텐     | 85    | 223   | 196   | 20    | 45    | 13      | 0       | 0     | 58    | 19    | 4     | 1        | 11       | 0        | 16    | 0    | 0     | 40    | 6        | .230  | .288     | .296     | .584  |
| 2009년     | 라쿠텐     | 106   | 294   | 249   | 27    | 58    | 9       | 0       | 1     | 70    | 14    | 1     | 4        | 20       | 0        | 22    | 2    | 3     | 55    | 5        | .233  | .303     | .281     | .584  |
| 2010년     | 라쿠텐     | 127   | 485   | 422   | 33    | 133   | 17      | 0       | 3     | 159   | 43    | 9     | 5        | 17       | 1        | 45    | 1    | 0     | 90    | 15       | .315  | .380     | .377     | .757  |
| 2011년     | 라쿠텐     | 129   | 421   | 362   | 33    | 81    | 16      | 1       | 2     | 105   | 28    | 7     | 3        | 24       | 2        | 30    | 1    | 3     | 85    | 7        | .224  | .287     | .290     | .577  |
| 2012년     | 라쿠텐     | 91    | 316   | 265   | 32    | 77    | 4       | 2       | 1     | 88    | 8     | 3     | 4        | 13       | 1        | 33    | 0    | 4     | 51    | 5        | .291  | .376     | .332     | .710  |
| 2013년     | 라쿠텐     | 134   | 507   | 447   | 44    | 115   | 13      | 1       | 4     | 142   | 48    | 3     | 3        | 16       | 3        | 39    | 2    | 2     | 92    | 14       | .257  | .318     | .318     | .635  |
| 2014년     | 라쿠텐     | 126   | 432   | 350   | 43    | 92    | 13      | 0       | 1     | 108   | 36    | 6     | 4        | 11       | 5        | 65    | 1    | 1     | 84    | 13       | .263  | .375     | .309     | .684  |
| 2015년     | 라쿠텐     | 117   | 411   | 338   | 28    | 74    | 9       | 1       | 4     | 97    | 18    | 6     | 3        | 11       | 1        | 60    | 4    | 1     | 69    | 11       | .219  | .338     | .287     | .624  |
| 2016년     | 80         | 256   | 199   | 26    | 54    | 9     | 1       | 2       | 71    | 17    | 4     | 4     | 17       | 0        | 40       | 0     | 0    | 43    | 6     | .271     | .393  | .357     | .750     |       |
| 2017년     | 112        | 369   | 281   | 34    | 56    | 9     | 0       | 3       | 74    | 28    | 2     | 1     | 27       | 1        | 57       | 0     | 3    | 62    | 8     | .199     | .339  | .263     | .603     |       |
| 2018년     | 113        | 361   | 315   | 21    | 65    | 12    | 1       | 0       | 79    | 21    | 2     | 3     | 15       | 0        | 30       | 1     | 1    | 89    | 3     | .206     | .277  | .251     | .528     |       |
| 2019년     | 57         | 131   | 110   | 12    | 23    | 5     | 0       | 3       | 37    | 15    | 0     | 0     | 7        | 0        | 13       | 0     | 1    | 20    | 3     | .209     | .298  | .336     | .635     |       |
| 통산：13년 | 통산：13년 | 1402  | 4560  | 3846  | 386   | 930   | 135     | 7       | 26    | 1157  | 311   | 50    | 37       | 209      | 15       | 470   | 12   | 20    | 854   | 102      | .242  | .326     | .301     | .627  |

- 2019년 시즌 종료 기준.
- 굵은 글씨는 시즌 최고 성적.

### 연도별 수비 성적
| 연도 | 포수   | 포수 | 포수 | 포수 | 포수 | 포수 | 포수      | 포수      | 포수      | 포수     | 포수   |
| 연도 | 수비율 | 경기 | 척살 | 보살 | 실책 | 병살 | 도루 시도 | 도루 허용 | 도루 실패 | 패스트볼 | 저지율 |
| ---- | ------ | ---- | ---- | ---- | ---- | ---- | --------- | --------- | --------- | -------- | ------ |
| 2007 | .991   | 125  | 773  | 101  | 8    | 10   | 13        | 126       | 80        | 46       | .365   |
| 2008 | .991   | 85   | 526  | 49   | 5    | 7    | 7         | 56        | 36        | 20       | .357   |
| 2009 | .996   | 106  | 616  | 47   | 2    | 7    | 2         | 70        | 50        | 20       | .286   |
| 2010 | .991   | 127  | 834  | 69   | 8    | 5    | 6         | 104       | 80        | 24       | .231   |
| 2011 | .988   | 126  | 809  | 74   | 11   | 9    | 5         |           |           |          | .228   |
| 2012 | .997   | 88   | 573  | 44   | 2    | 4    | 1         |           |           |          | .182   |
| 2013 | 133    | 888  | 96   | 3    | 12   | .997 | 10        | 117       | 78        | 39       |        |
| 2014 | 123    | 763  | 76   | 5    | 10   | .994 | 6         | 110       | 83        | 27       | .245   |
| 2015 | 116    | 792  | 88   | 4    | 5    | .993 | 9         | 108       | 81        | 27       | .245   |
| 2016 | 78     | 523  | 55   | 4    | 4    | .995 | 4         | 62        | 50        | 12       | .194   |
| 2017 | 112    | 860  | 69   | 4    | 8    | .996 | 3         | 90        | 64        | 26       | .289   |
| 2018 | 112    | 823  | 76   | 1    | 9    | .999 | 9         | 109       | 75        | 34       | .312   |
| 2019 | 57     | 315  | 29   | 2    | 2    | .994 | 0         | 43        | 40        | 3        | .070   |
| 통산 | 통산   | 1388 | 9095 | 873  | 59   | 92   | .995      | 77        | 1173      | 858      | 315    |

- 2012년 기준, 굵은 글씨는 시즌 최고 성적.